# Quoridor
Quoridor ou Bloqueio é um jogo de tabuleiro de natureza recreativa e competitiva para dois ou quatro jogadores, projetado por Mirko Marchesi e distribuido por Gigamic Games e Great American Trading Company.

## O Jogo

### O Tabuleiro

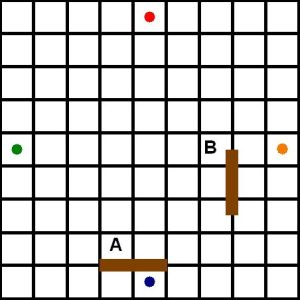
A posição de inicio do jogo com os 4 peões. A parede "A" é legal, já a "B" não, uma vez que ela não está ocupando completamente 2 lacunas.

O tabuleiro do Quoridor é formado por 81 lacunas (9 linhas x 9 colunas).
Embora não exista nenhuma notação oficial de lacunas e colunas, costuma-se utilizar a mesma utilizada no jogo de xadrez, com algumas adaptações.
Assim, as colunas (fileiras verticais entre os jogadores) ganham notações de letras, indo da letra "A" até a "I" (da esquerda para a direita do jogador 1), e as linhas (fileiras horizontais entre os jogadores) ganham notações de números, indo do "1" ao "9".

### Objetivo
O objetivo deste jogo é, usando um peão, alcançar a linha de partida do adversário e ao mesmo tempo ir bloqueando-o com o auxílio de paredes que vão transformando o tabuleiro num verdadeiro labirinto. Assim, quando é a vez do jogador, ou ele movimenta seu peão, ou troca o movimento por um bloqueador de caminho (que bloqueia duas casas).
Quando se joga com 2 pessoas, cada jogador dispõe de 10 "paredes bloqueadoras". Quando se joga com 4 pessoas, cada jogador dispõe de 5 "paredes bloqueadoras".
Os movimentos do peão são: para frente, para trás, ou para os lados (nunca em diagonal, exceto no caso de pulo com bloqueio descrito adiante), sempre andando uma casa a não ser que o peão adversário esteja exatamente no local para onde você iria movimentar seu peão. Neste caso, é permitido andar 2 casas, pulando o peão adversário. No caso de 4 jogadores, só é permitido um pulo por jogada.
O pulo com bloqueio é a situação na qual ocorre um peão adversário à sua frente com um bloqueio logo atrás. Impossibilitado este pulo, pode-se, alternativamente, mover-se em diagonal para a esquerda ou a direita do peão adversário caso não haja também um bloqueio do lado escolhido.
Você também não pode bloquear completamente a passagem do adversário. Sempre terá que haver pelo menos uma passagem para que ele possa completar seu objetivo.

## Prêmios  e Indicações
| Prêmios e Indicações | Prêmios e Indicações                | Prêmios e Indicações                | Prêmios e Indicações | Prêmios e Indicações |  |
| Ano                  | Prêmio                              | Categoria                           | Indicação            | Resultado            |  |
| -------------------- | ----------------------------------- | ----------------------------------- | -------------------- | -------------------- |  |
| 1997                 | Mensa International                 | Mensa's Top 5 Best Games            | Estados Unidos       | Venceu               |  |
| 1997                 | Games Magazine                      | Game of the Year                    | Estados Unidos       | Venceu               |  |
| 1997                 | Parents’ Choice                     | Gold Award                          | Estados Unidos       | Venceu               |  |
| 1997                 | Best Bet of the Toy Testing Council |                                     | Canadá               | Venceu               |  |
| 1997                 | Consumer’s Toy Award                | Prix d’Excellence des Consommateurs | Canadá               | Venceu               |  |
| 1997                 | Spelgut                             |                                     | Alemanha             | Venceu               |  |
| 1997                 | Grand Prix du Jouet                 |                                     | França               | Venceu               |  |
| 1997                 | Toy Award                           |                                     | Bélgica              | Venceu               |  |
| 1998                 | Games Magazine                      | Games 100 Selection                 | Estados Unidos       | Venceu               |  |
| 1998                 | Games Magazine                      | Best Games                          | Estados Unidos       | Venceu               |  |
| 2008                 | Quoridor Kid                        | National Kid Game Of The Year       | Brazil               | Venceu               |  |
| 2009                 | Quoridor Kid                        | Kid Game Of The Year                | Finlândia            | Venceu               |  |